# Leuzenbronn

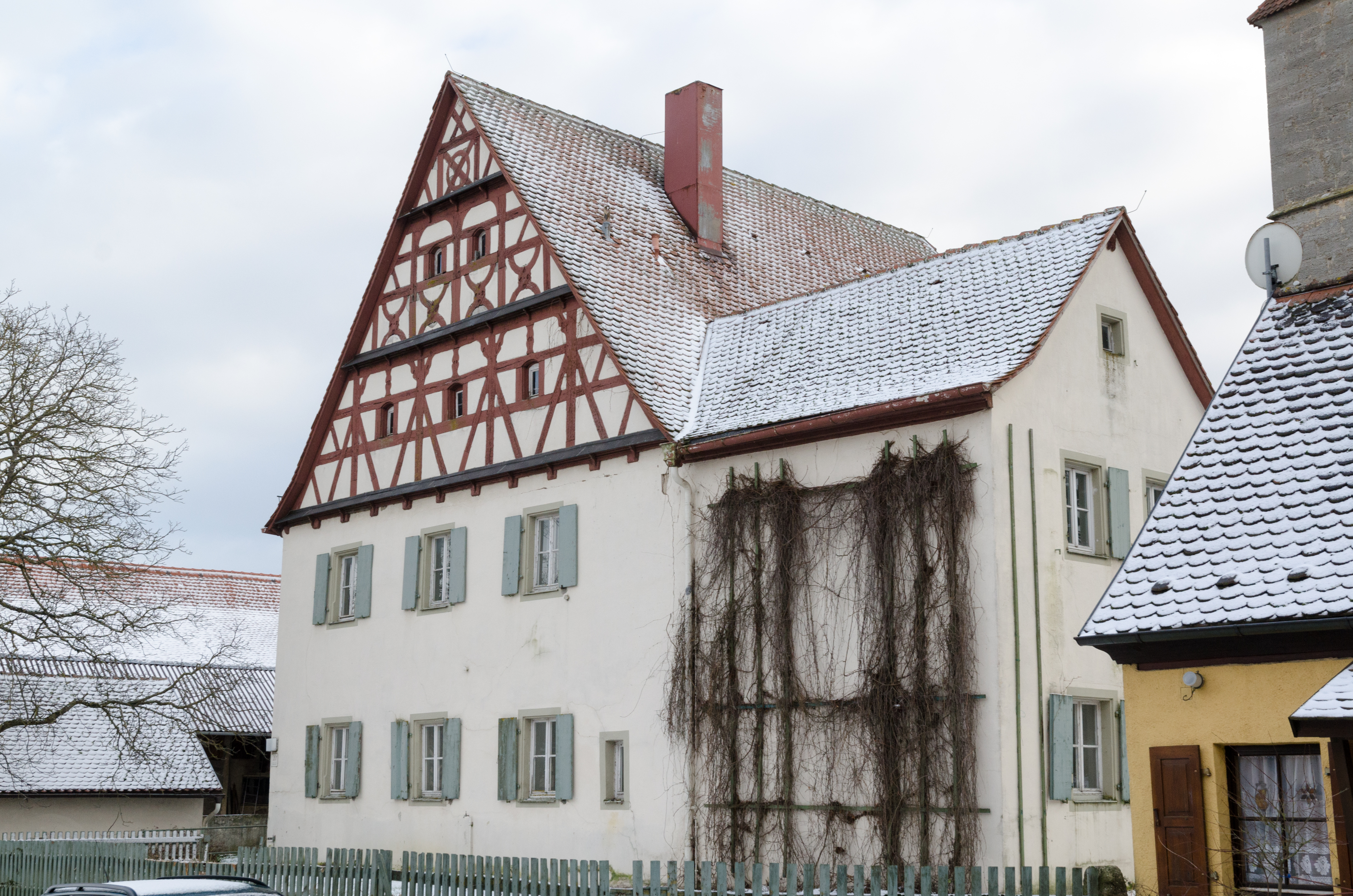
Pfarrhaus

Leuzenbronn ist ein Gemeindeteil der Großen Kreisstadt Rothenburg ob der Tauber im Landkreis Ansbach (Mittelfranken, Bayern). Die Gemarkung Leuzenbronn hat eine Fläche von 11,165 km². Sie ist in 644 Flurstücke aufgeteilt, die eine durchschnittliche Fläche von 17.337,20 m² haben. In ihr liegen neben dem namensgebenden Ort die Gemeindeteile Brundorf, Burgstall, Hemmendorf, Hollermühle, Schnepfendorf, Vorbach und Ziegelhütte.

## Geographie
Das Pfarrdorf liegt am Dorfgraben und am Langwiesengraben, beides rechte Zuflüsse des Vorbachs, der wiederum ein linker Zufluss der Tauber ist. Der Ort ist von Feldern umgeben.
Gemeindeverbindungsstraßen führen nach Rothenburg (3 km östlich), Schnepfendorf (1,4 km südlich), Heiligenbronn (2,2 km westlich), Hemmendorf (1 km nördlich), zur Landesstraße L 1020 bei Schwarzenbronn (2 km nördlich) und zur L 1005 (4 km westlich).

## Geschichte
Bereits im 9. Jahrhundert gab es im Ort die St.-Andreas-Kirche. Sie ist damit die älteste Kirche im Rothenburger Dekanat. Im Jahre 1714 hatte die Kirchengemeinde 1124 Mitglieder, 1776 935 und aktuell (Stand 2024) 240 Gemeindeglieder.
Im Jahre 1801 gab es 28 Haushalte, die alle der Reichsstadt Rothenburg untertan waren.
Mit dem Gemeindeedikt (frühes 19. Jahrhundert) wurde der Steuerdistrikt Leuzenbronn gebildet. Zu diesem gehörten Brundorf, Hemmendorf, Reusch, Schnepfendorf und Vorbach. Wenig später entstand die Ruralgemeinde Leuzendorf mit den Orten Brundorf, Burgstall, Hemmendorf, Hollermühle, Schnepfendorf, Vorbach und Ziegelhütte. Sie war in Verwaltung und Gerichtsbarkeit dem Landgericht Rothenburg zugeordnet und in der Finanzverwaltung dem Rentamt Rothenburg ob der Tauber (1919 in Finanzamt Rothenburg ob der Tauber umbenannt). Ab 1862 übernahm das Bezirksamt Rothenburg ob der Tauber die Verwaltung (1939 in Landkreis Rothenburg ob der Tauber umbenannt) und das Stadt- und Landgericht Rothenburg ob der Tauber die Gerichtsbarkeit (1879 in Amtsgericht Rothenburg ob der Tauber umbenannt). Die Gemeinde hatte 1964 eine Gebietsfläche von 11,189 km². Im Zuge der Gebietsreform in Bayern wurde diese am 1. Juli 1972 nach Rothenburg eingemeindet.

### Baudenkmäler
In Leuzenbronn gibt es sieben Baudenkmäler:
- Evangelisch-lutherische Pfarrkirche St. Andreas: Langhaus 11.–13. Jahrhundert über Mauerresten des 9. Jahrhunderts, Chor und Nordturm 13./14. Jahrhundert, Umbauten 18. Jahrhundert; mit Ausstattung; Friedhofsmauer
- Haus Nr. 7: Fachwerkwohnhaus, 18./19. Jahrhundert
- Haus Nr. 8: Wohnhaus, Walmdach, 19. Jahrhundert
- Haus Nr. 9: Bauernhaus, Fachwerkobergeschoss, Krüppelwalm, 19. Jahrhundert
- Haus Nr. 20: Pfarrhaus, Massivbau mit Fachwerkgiebel, 16./17. Jahrhundert
- Haus Nr. 31: Flachsbrechhaus, massives Bruchsteingebäude, 18./19. Jahrhundert; an der Straße nach Schnepfendorf
- Haus Nr. 33: Ehemalige Schule, barockisierender Bau mit Walmdach, 1913

### Bodendenkmäler
In der Gemarkung Leuzenbronn gibt es 18 Bodendenkmäler.

### Einwohnerentwicklung
Gemeinde Leuzenbronn
| Jahr      | 1818  | 1840   | 1852   | 1855   | 1861   | 1867   | 1871   | 1875   | 1880   | 1885   | 1890   | 1895   | 1900   | 1905   | 1910   | 1919   | 1925   | 1933   | 1939   | 1946   | 1950   | 1952   | 1961  | 1970   |
| Einwohner | 367   | 393    | 389    | 413    | 420    | 412    | 416    | 393    | 404    | 407    | 391    | 389    | 403    | 414    | 402    | 388    | 396    | 377    | 354    | 493    | 527    | 481    | 332   | 312    |
| Häuser    | 64    | 66     |        |        |        |        | 65     |        |        | 65     | 64     |        | 65     |        |        |        | 65     |        |        |        | 68     |        | 71    |        |
| Quelle    | [ 7 ] | [ 14 ] | [ 15 ] | [ 15 ] | [ 16 ] | [ 17 ] | [ 18 ] | [ 19 ] | [ 20 ] | [ 21 ] | [ 22 ] | [ 15 ] | [ 23 ] | [ 15 ] | [ 24 ] | [ 15 ] | [ 25 ] | [ 15 ] | [ 15 ] | [ 15 ] | [ 26 ] | [ 15 ] | [ 9 ] | [ 27 ] |

Ort Leuzenbronn
| Jahr      | 001818 | 001840 | 001861 | 001871 | 001885 | 001900 | 001925 | 001950 | 001961 | 001970 | 001987 |
| Einwohner | 131    | 142    | 159    | 153    | 142    | *150   | *150   | *223   | *149   | *142   | 140    |
| Häuser    | 29     | 29     |        |        | 26     | *29    | *29    | *30    | *33    |        | 39     |
| Quelle    | [ 7 ]  | [ 14 ] | [ 16 ] | [ 18 ] | [ 21 ] | [ 23 ] | [ 25 ] | [ 26 ] | [ 9 ]  | [ 27 ] | [ 1 ]  |

## Religion
Der Ort ist Sitz der Pfarrei St. Andreas und seit der Reformation evangelisch-lutherisch geprägt. Die Einwohner römisch-katholischer Konfession sind nach St. Johannis (Rothenburg ob der Tauber) gepfarrt.